# Jacques-Christian Paulze d'Ivoy
Jacques-Christian Paulze d'Ivoy (6 février 1788, Paris - 9 décembre 1856, château de Courtiras), est un homme politique français.

## Biographie
Petit-fils de Jacques Paulze, il entre dans l'administration en 1809 et devient membre du Conseil d'État.
Il est en 1817, membre de la commission des liquidations des créances étrangères avec les barons Edouard Mounier et  Abdon-Frédéric Hely d'Oissel. 
Il assure successivement les fonctions de préfet de l'Ardèche de 1819 à 1823, du Rhône de 1830 à 1831, de la Vendée de 1833 à 1841, de l'Aisne de 1841 à 1842 et de la Nièvre de 1842 à 1843.
Conseiller d'État, il est admis à siéger à la Chambre des pairs le 23 septembre 1845.
Il épouse Agathe de La Poype, fille de Jean François de La Poype († 1851).
Il est inhumé au Cimetière de la Tuilerie à Vendôme.

### Sources
- « Paulze d'Ivoy (Jacques-Christian) », dans Adolphe Robert et Gaston Cougny, Dictionnaire des parlementaires français, Edgar Bourloton, 1889-1891 [détail de l’édition]

### Fonds d'archives
- Les papiers personnels de Jacques-Christian Paulze d'Ivoy sont conservés aux Archives nationales sous la cote 129AP (lire en ligne)